# Lägerskola
Lägerskola är en pedagogisk arbetsform som bygger på att en grupp elever arbetar ett antal dygn (vanligen 3–5 dagar) utanför den vanliga skolmiljön. I Finland har lägerskolverksamhet förekommit från slutet av 1960-talet.
Lägerskolor ordnas ofta på naturnära kursgårdar. Eleverna, vanligen en undervisningsgrupp eller skolklass, bor där tillsammans med lärare och annan behövlig personal, ofta också frivilliga föräldrar.
Undervisningen på lägerskolan följer den gällande läroplanen, men eleverna arbetar ofta med projekt i mindre grupper. De kan till exempel studera någon aspekt av natur, kultur, samhälle, arbetsliv eller näringsliv i lägerskolans omgivningar.
Lägerskolan som arbetsform ställer stora krav på lärarna; förberedelser, genomförandet och efterarbete är krävande. En lyckad lägerskola kräver också delaktighet från elevernas sida.
Lägerskolföreningen i Finland (finska: Suomen leirikouluyhdistys) grundades 1975 och utbildar lärare för lägerskolarbete, arbetar för att arbetsformen skall bli officiellt erkänd och upprätthåller lägerskolcentra i Ekenäs (Broby) och Helsingfors (Sveaborg). Fyrtio lägerskolcentra i Finland är medlemmar i föreningen. Föreningen ger ut tidningen Leirikoulu-Lägerskola med fyra nummer per år.
De nordiska lägerskolföreningarna samarbetar inom Nordiska lägerskolrådet.